# Левенскольд, Герман Северин фон
Барон Герман Северин фон Левенскольд (правильно Лёвеншёльд, норв. Herman Severin von Løvenskiold; 30 июля 1815, Улефосс — 5 декабря 1870, Копенгаген) — норвежско-датский композитор и органист, известный преимущественно как автор партитуры балета Августа Бурнонвиля «Сильфида» (1836).

## Биография
Представитель знатного датского и норвежского дворянского рода, сын королевского егермейстера и окружного лесничего Северной Зеландии и Борнхольма (лесное хозяйство Дании было разделено на 4 округа) Э. Х. Ф. Лёвеншёльда (1788—1861) и его жены Фредерикке (1785—1876), композитора-дилетанта, чья музыка исполнялась во время охотничьих увеселений датских королей в имении её мужа. С 1829 года семья жила в Дании. С этого же времени начались профессиональные занятия Левенскольда музыкой, сперва под руководством Петера Каспера Кроссинга, затем у Кристофа Вейсе и Фридриха Кулау.
Фактически дебютная работа Левенскольда, «Сильфида», имела огромный успех. В 1840 году композитор предпринял длительное путешествие с целью совершенствования своего мастерства, провёл некоторое время в Вене, Лейпциге, в Италии, побывал в Санкт-Петербурге. С 1841 года работал в Королевском театре в Копенгагене. Написал музыку к ряду спектаклей, а также ряд концертных увертюр, несколько камерных ансамблей, сочинял фортепианную и вокальную музыку. С 1851 года занимал пост придворного органиста во дворце Кристиансборг.

## Основные произведения
Балеты
- «Сильфида» (1836)
- «Новая Пенелопа» (1847)

Оперы
- «Турандот»[вд] (1854)